# Mar de Laptev

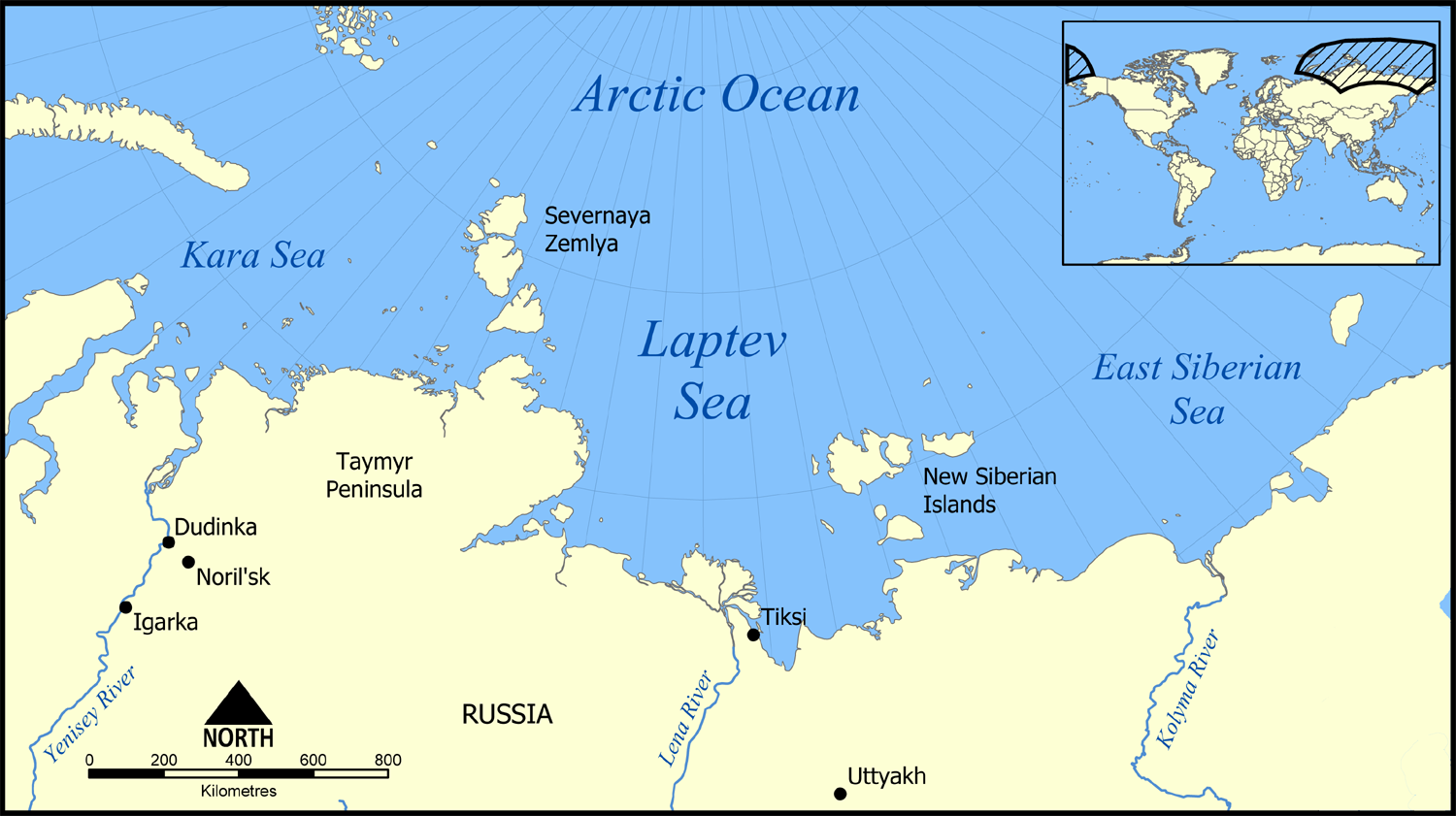
Mapa do mar de Laptev

O mar de Laptev (em russo:  мо́ре Ла́птевых) é um mar marginal do oceano Ártico, ao norte da Ásia, entre a península de Taimir, Severnaia Zemlia e as ilhas da Nova Sibéria. A norte estende-se até ao cabo Ártico no ponto de coordenadas 79°N 139°E e termina no cabo Anisiy. O mar de Kara fica a oeste, o mar Siberiano Oriental a leste. Tem cerca de 672 000 km² e é navegável em agosto e setembro.
Recebeu o seu nome em honra de Dmitri Laptev e Khariton Laptev, exploradores russos.
O rio Lena, com o seu enorme delta, é o maior tributário do mar de Laptev. Outro tributário importante é o rio Iana.

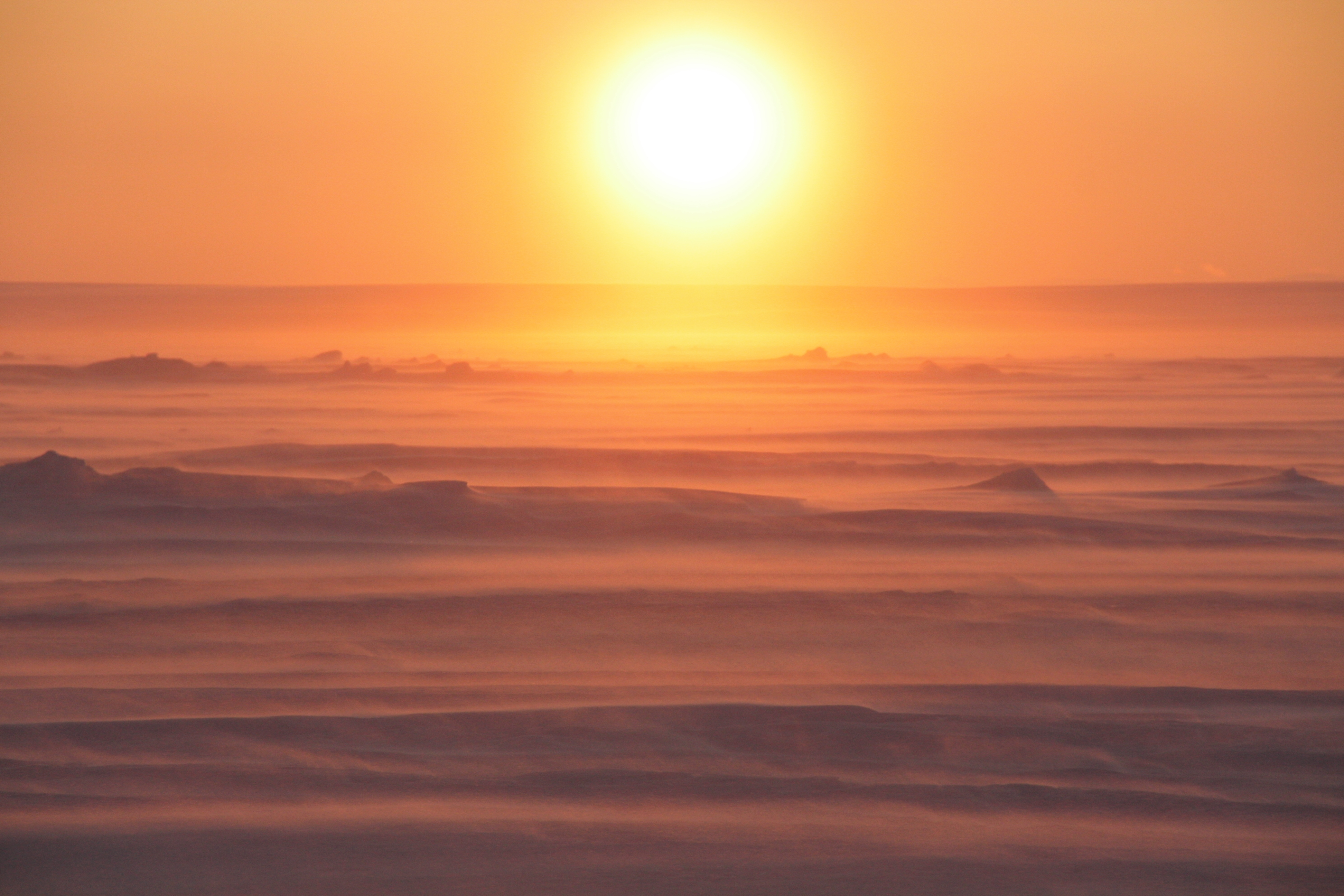
Mar de Laptev Pôr do sol
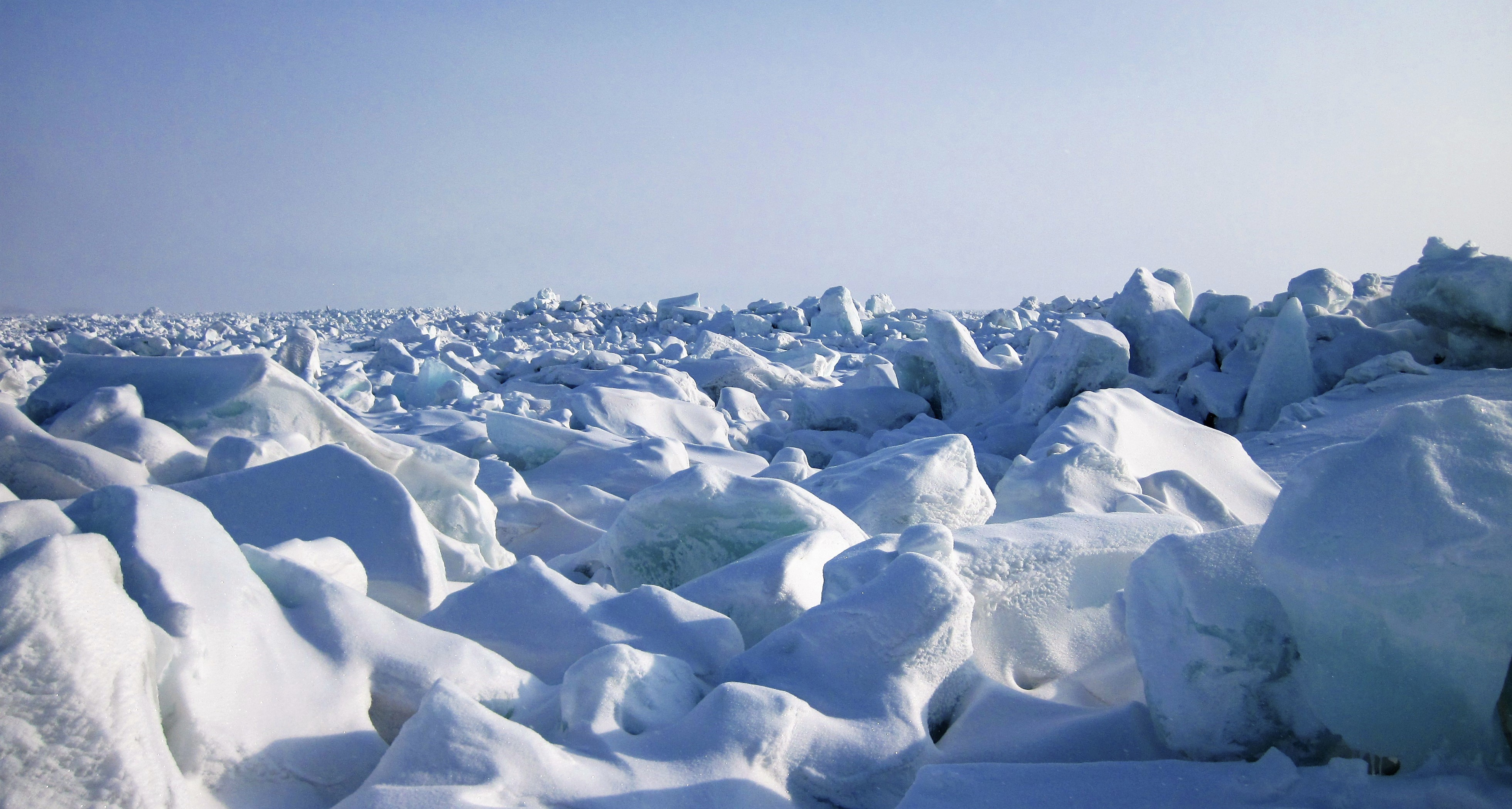
Mar de Laptev. Gelo
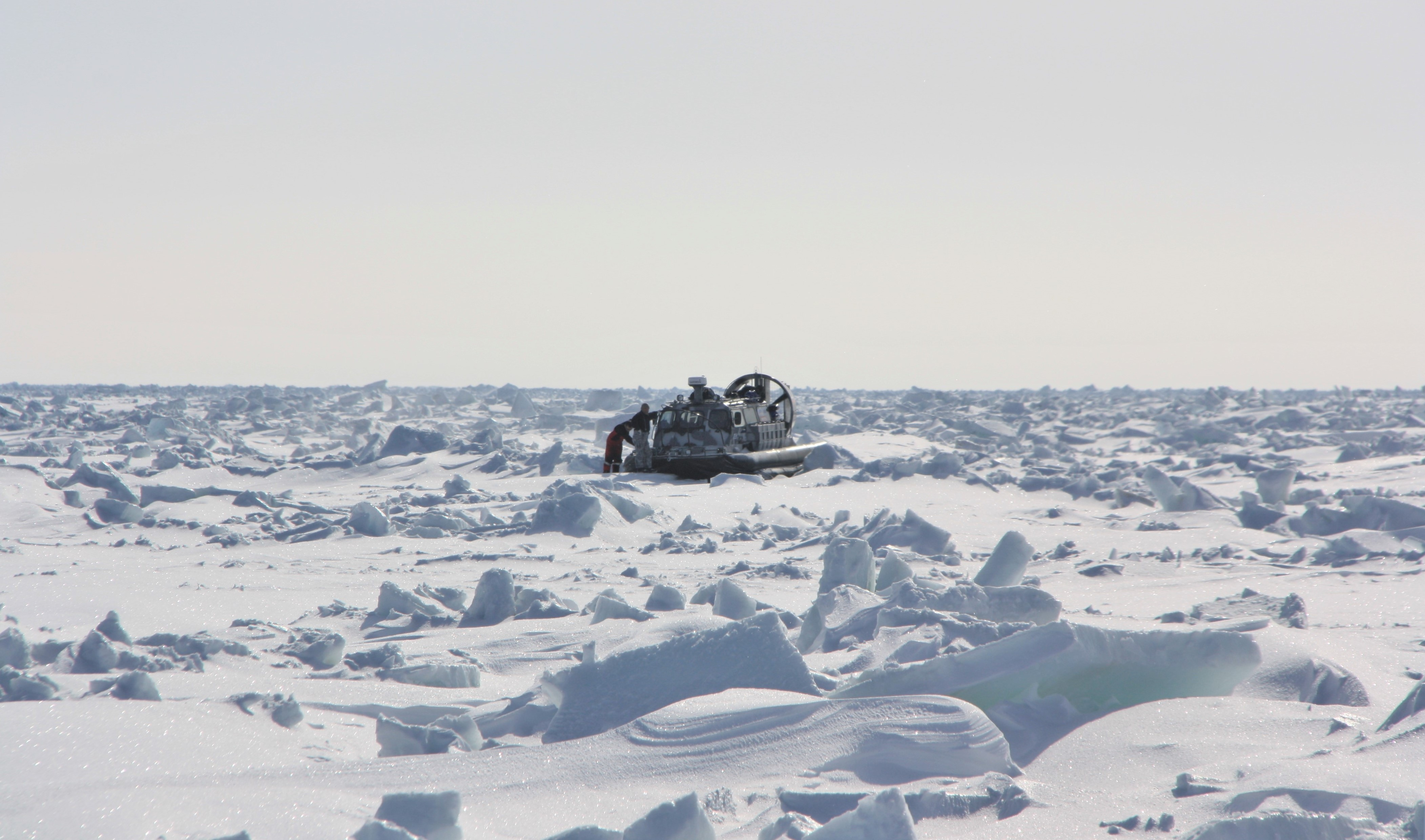
Cortador de hovercraft Hivus-10, mar de Laptev